# Heldens

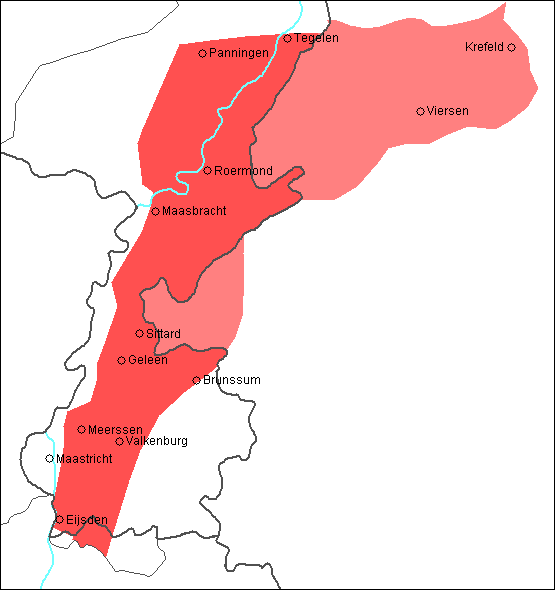
Het Oost-Limburgs dialectgebied: het Heldens vormt het meest noordwestelijke dialect binnen deze subgroep van het Limburgs.

Heldens (in het Heldens zegt men: Heljes) is het Limburgs dialect dat in het Noord-Limburgse dorp Helden (gemeente Peel en Maas) wordt gesproken. In het buurdorp Panningen en andere dorpen in de gemeente Peel en Maas (zoals Beringe, Egchel, Grashoek en Koningslust) worden dialecten gesproken die veel overeenkomsten vertonen met het Heldens. Ook de dialecten van Baarlo, Kessel en Kessel-Eik komen enigszins met het Heldens overeen.
De dialecten van Maasbree en Meijel wijken meer af. Het Maasbrees is nog een echt Limburgs dialect en lijkt in bepaalde opzichten op het Heldens, terwijl het Meijels een bijzondere positie inneemt in het Limburgse taallandschap.

## Indeling en kenmerken
Het Heldens ligt ten zuiden en oosten van de volgende belangrijke isoglossen en voldoet aan de kenmerken die daarbij horen.
Daarom kan het Heldens moeiteloos ingedeeld worden bij het Limburgs, terwijl ten noorden van Helden-Panningen de dialecten een geleidelijke overgang vertonen naar het Brabants en het Kleverlands.

### Uerdinger linie
Het Heldens is het meest noordwestelijke dialect binnen de subgroep Oost-Limburgs. Dit gebied wordt in het noorden begrensd door de Uerdinger linie, waardoor men hier ich en auch (ik en ook) zegt. Deze isoglosse loopt tussen de dorpen Panningen, Helden en Maasbree in, waardoor men in Panningen en Helden dus ich zegt en in Maasbree ik. Een zijlijn van de Uerdinger linie loopt nog een stuk noordelijker en omvat ook de dorpen Maasbree en Sevenum binnen het gebied. Hier zegt men, net als in het hele Oost-Limburgse taalgebied, mich, doe en dich (mij, jij), tegenover meej en geej ten noorden van de zijlijn. Echter, in het Maasbrees dialect wordt doe niet gebruikt. Net als in het Venloos wordt doe vervangen door dich. Het gebied dat tussen de twee zijlijnen van de Uerdinger linie in ligt (met onder andere het Maasbrees, Sevenums en Venloos) wordt het mich-kwartier genoemd. Hier worden overgangsdialecten gesproken die worden gekenmerkt door het gebruik van enerzijds mich en dich en anderzijds ik en ouk.

### Panninger lijn
Een andere belangrijke isoglosse binnen het Limburgse taalgebied is de Panninger linie die even ten noorden en westen van Panningen het Oost-Limburgse taalgebied afbakent van het Centraal-Limburgs ten zuidwesten en het Kleverlands en het Mich-kwartier ten noorden.
Deze isoglosse is dan ook naar het dorp Panningen vernoemd. Het Heldens gebruikt een extra j klank bij de medeklinkercombinaties; sp, st, sl, sm, sn en zw aan het begin van woorden. Het gaat bijvoorbeeld om woorden als sjtaon (Venloos: staon, Nederlands: staan) of zjwart (Venloos en Nederlands: zwart).

### Panninger zijlijn
Een zijlijn van de Panninger lijn is de Panninger zijlinie. Ten noordwesten van Panningen, bij de dorpen Beringe en Grashoek, vertakt deze isoglosse zich van de Panninger lijn en buigt om Meijel heen in zuidelijke richting. Dit is de enige isoglosse die ook Meijel nog bij de Limburgse dialecten betrekt. Het Heldens gebruikt daarom sj, terwijl men ten noorden en westen sch hoort aan het begin van de woorden. Daarom zegt men hier sjat tegenover schat en sjoeël tegenover schoeël (school). 
Ten oosten van Grashoek vallen de Panninger linie en de Panninger zijlinie samen.